# Distrikt Castrovirreyna
Der Distrikt Castrovirreyna liegt in der Provinz Castrovirreyna in der Region Huancavelica im Südwesten von Zentral-Peru. Der am 21. Juni 1825 gegründete Distrikt hat eine Fläche von 923 km². Beim Zensus 2017 lebten 2929 Einwohner im Distrikt. Im Jahr 1993 lag die Einwohnerzahl bei 3487, im Jahr 2007 bei 3428. Die Distrikt- und Provinzverwaltung befindet sich in der 3956 m hoch gelegenen Kleinstadt Castrovirreyna mit 1449 Einwohnern. Castrovirreyna liegt im Flusstal des Río Pacococha, linker Quellfluss des Río Pisco, 67 km südwestlich der Regionshauptstadt Huancavelica.

## Geographische Lage
Der Distrikt Castrovirreyna liegt im zentralen Osten der Provinz Castrovirreyna in der peruanischen Westkordillere. Er hat eine Längsausdehnung in SSW-NNO-Richtung von etwa 64 km. Entlang der nördlichen sowie entlang der südöstlichen Distriktgrenze verläuft die kontinentale Wasserscheide. Das Distriktgebiet wird über den Río Pisco nach Westen zum Pazifischen Ozean hin entwässert.
Der Distrikt Castrovirreyna grenzt im Westen an die Distrikte Ticrapo, Cocas, Mollepampa, Huachos, Arma und Aurahuá, im Norden an den Distrikt Ascensión, im Nordosten an den Distrikt Huancavelica, im Osten an den Distrikt Santa Ana, im Südosten an den Distrikt Pilpichaca (Provinz Huaytará) sowie im Süden an den Distrikt San Antonio de Cusicancha (ebenfalls in der Provinz Huaytará).